# Ricardo Aroca
Ricardo Aroca Hernández-Ros (Murcia, 18 de febrero de 1940) es un arquitecto español.

## Trayectoria
Nacido en Murcia en 1940, en 1964 obtuvo la licenciatura y cuatro años después el título de doctor, ambos por la Escuela Técnica Superior de Arquitectura de Madrid (ETSAM), en 1991 logró el puesto de director de la Escuela hasta el año 1998. Ha escrito numerosos libros publicados por el Instituto Juan de Herrera en el periodo de (1998-2000), principalmente de estructuras. 
Fue decano del Colegio de Arquitectos de Madrid entre 2002 y 2007 y presidente del Instituto Juan de Herrera. En 2017 fue galardonado por el Colegio de Arquitectos de la Región de Murcia con el Premio Emilio Pérez Piñero por su obra y trayectoria vital.
Desempeña un papel destacado en la docencia y la investigación arquitectónica donde desarrolla su “Teorema del canto óptimo“ o “Teorema de Aroca”. Busca encontrar el canto para el cual una estructura que resuelva un problema de Maxwell sea óptimo, es decir, su cantidad de estructura sea mínima.

### Edificios
- Edificio de viviendas en Señor de Luzón, 8 (Madrid), en colaboración con Enrique Burkhalter.
- Casa de la Cultura "Carril del Conde" (Remodelación, Madrid)[5]
- Plaza de toros de Colmenar Viejo (Remodelación, 1990)[6]
- Plaza de toros de Atarfe (Granada, 2005)

### Libros
- La historia secreta de Madrid[7][1]
- Edificios mágicos.[8]